# Fasespanning

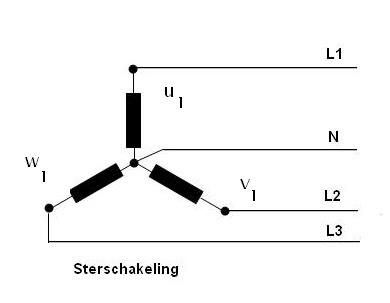

In een driefasennet verstaat men onder de 
fasespanning de spanning van elk van de opgewekte fasen. De fasespanning bevindt zich tussen de aarde of de neutrale geleider, de nul, en de andere aansluiting op een fasewikkeling en wordt via de fasedraden verder geleid naar de verbruikers. In de huisinstallatie is in een contactdoos, in een stopcontact een van de contacten verbonden met een fasedraad, de andere met de gemeenschappelijke nulleider of aarde, zodat over de contacten de fasespanning aanwezig is. Gemakshalve zegt men wel dat op het contactpunt dat met de fasedraad is verbonden, de fasespanning staat. Het is dit contactpunt dat bij aanraking gevaar oplevert en met een spanningzoeker kan worden opgezocht. In de figuur wordt de elektrische energie via een sterschakeling beschikbaar gesteld en staat de fasespanning tussen elk van de fasedraden  L1, L2 en L3 en de aarde of nulleider N. De spanning tussen twee fasen, bijvoorbeeld tussen L1 en L2 heet de lijnspanning.